# 飛び出せ!全国DJ諸君
飛び出せ!全国DJ諸君（とびだせ!ぜんこくディージェイしょくん）は、1974年から1983年まで地方民間放送共同制作協議会（火曜会）に加盟する民放ラジオ局で、ナイターオフ期に放送されていたラジオ番組。また火曜会非加盟のニッポン放送でも、『大入りダイヤルまだ宵の口』に内包される形で放送されていた時期がある。

## 概要
番組内容は、火曜会加盟各局から1人ずつアナウンサーがエントリーし（ただし中期以降は複数エントリーも可能になった）、それぞれが月～金の10分間の帯番組を日替わりで担当した上でリスナーによる人気投票を実施。最終的に人気投票上位のアナウンサーを集め公開放送で対決しグランプリを決定するというものだった。
この番組がきっかけで全国ネット番組のパーソナリティを獲得したりキー局に移籍したりしたアナウンサーも多く、地方局のアナウンサーにとってはステップアップのための登龍門としての色合いも濃かった。

## グランプリ受賞者
- 1974年：柏村武昭（当時中国放送、後にフリーアナウンサー・参議院議員）
- 1975年：柳卓（当時琉球放送）
- 1976年：波多江孝文（当時琉球放送、後にニッポン放送に移り「はた金次郎」「はたえ金次郎」を名乗る）
- 1977年：向井嘉之（当時北日本放送）
- 1978年：河野憲了（当時静岡放送、後にフリーアナウンサー・ナレーター。現芸名・伊達けん）
- 1979年：藤本喜八郎（当時和歌山放送、後にフリーアナウンサーとして東京で活動）
- 1980年：二木清彦（当時九州朝日放送）
- 1981年：村松文代（岩手放送、社名は受賞当時で現在の社名はIBC岩手放送）
- 1982年：鎌田強（当時北海道放送）
- 1983年：江崎明（当時中部日本放送パーソナリティ）
- 1984年：古内もえみ（当時北海道放送。後に木の内もえみ、現芸名・鈴木もえみ）

## 主な入賞者
- 永松英信（当時長崎放送、1974年タレント賞）
- 松井伸一（当時九州朝日放送、1974年オンリーユー賞）
- 井上雪彦（当時山口放送、1974年パーソナリティ賞）
- 角谷敏朗（当時山陰放送、1974年ヤァヤァヤァ賞）
- 荒川強啓（当時山形放送、現在はフリー、1975年DJ賞）
- 西川章久（北陸放送、1975年敢闘賞、1980年優秀賞）
- 吉田治美（当時山口放送、1976年大衆賞）
- 多田成男（中部日本放送、1976年企画賞）
- 國本良博（静岡放送、1977年企画賞）
- 福井弘文（東北放送、1977年演技賞、1982年優秀賞）
- 荒井由岐子（山陰放送、1977年奨励賞、1978年企画賞、1979年熱演賞）
- 伊東正治（当時毎日放送、現在はフリー、1978年奨励賞）
- 久保正彰（信越放送、1980年優秀賞、1981年優秀賞）
- 安藤勲（山形放送、1981年優秀賞、1983年優秀賞）
- 箕田和男（琉球放送、1982年優秀賞）
- 高坂元巳（新潟放送、1982年優秀賞、1983年優秀賞）
- 滝トール（KBS京都パーソナリティ、1983年優秀賞）
- 土方浄（琉球放送、1984年パーソナリティ賞）
- 広川サツ（当時新潟放送パーソナリティ、1984年おもしろ人間大賞）